# Mrákov

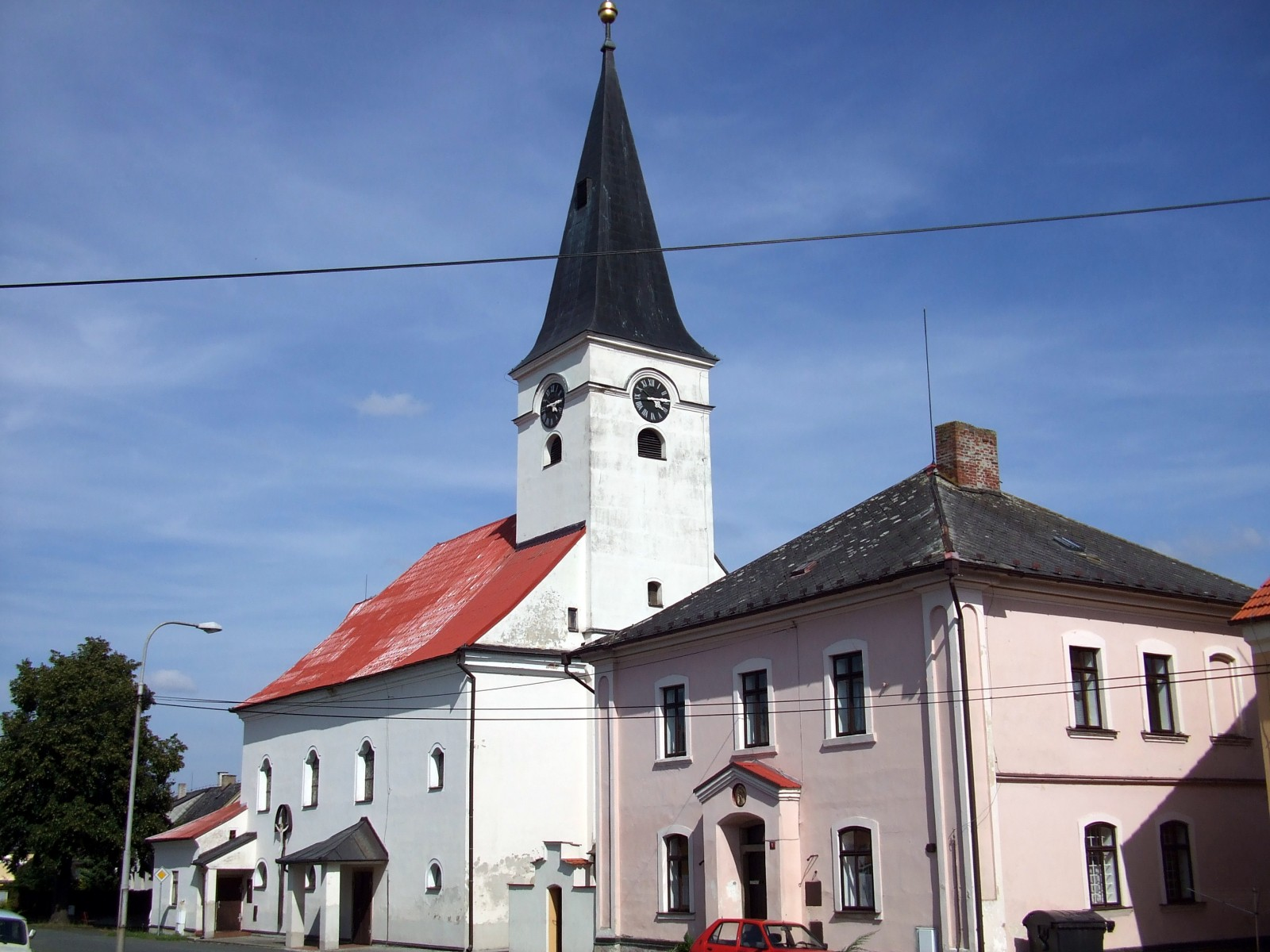
Kirche des hl. Laurentius und Pfarrhaus

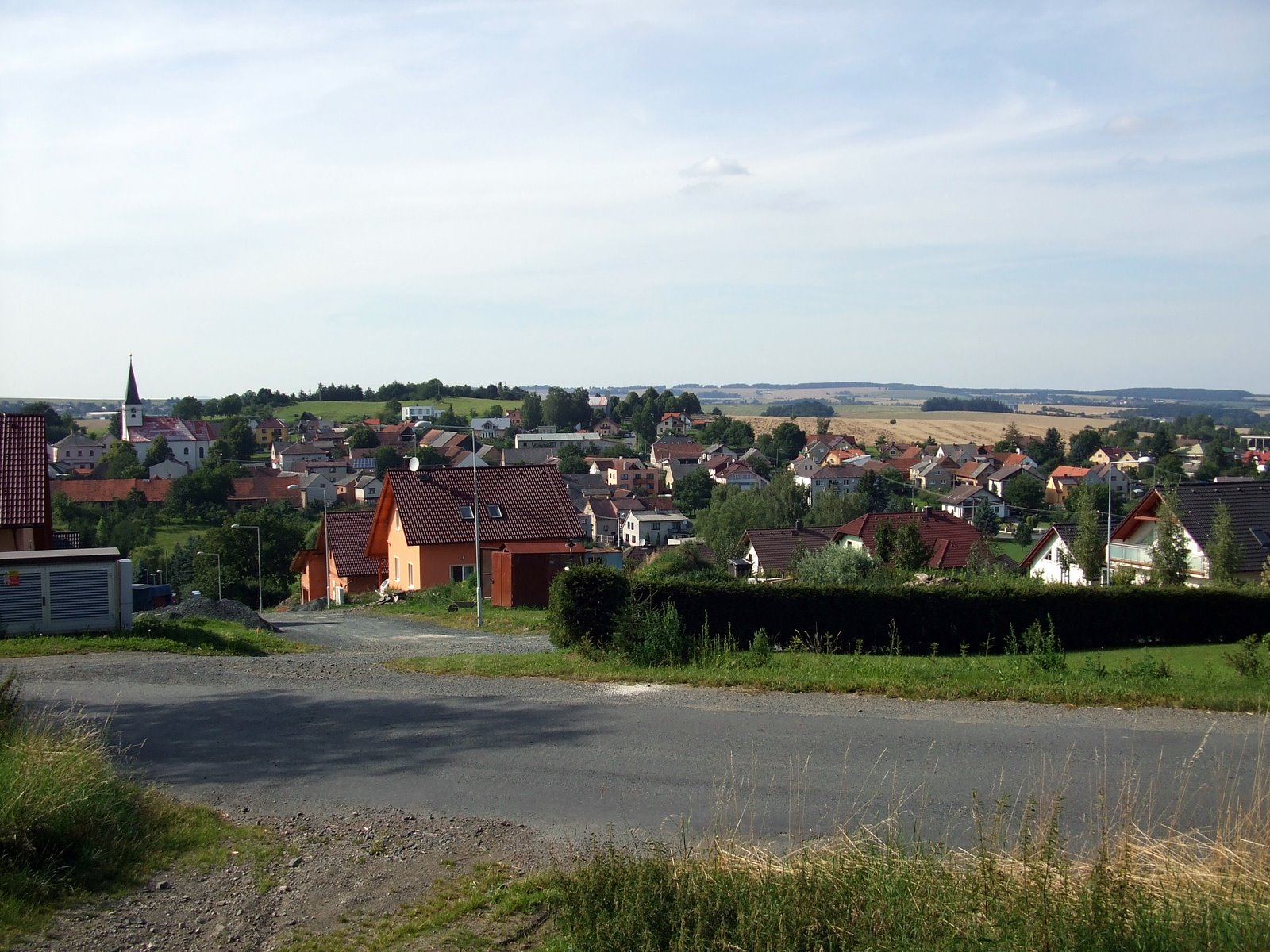
Panorama von Mrákov

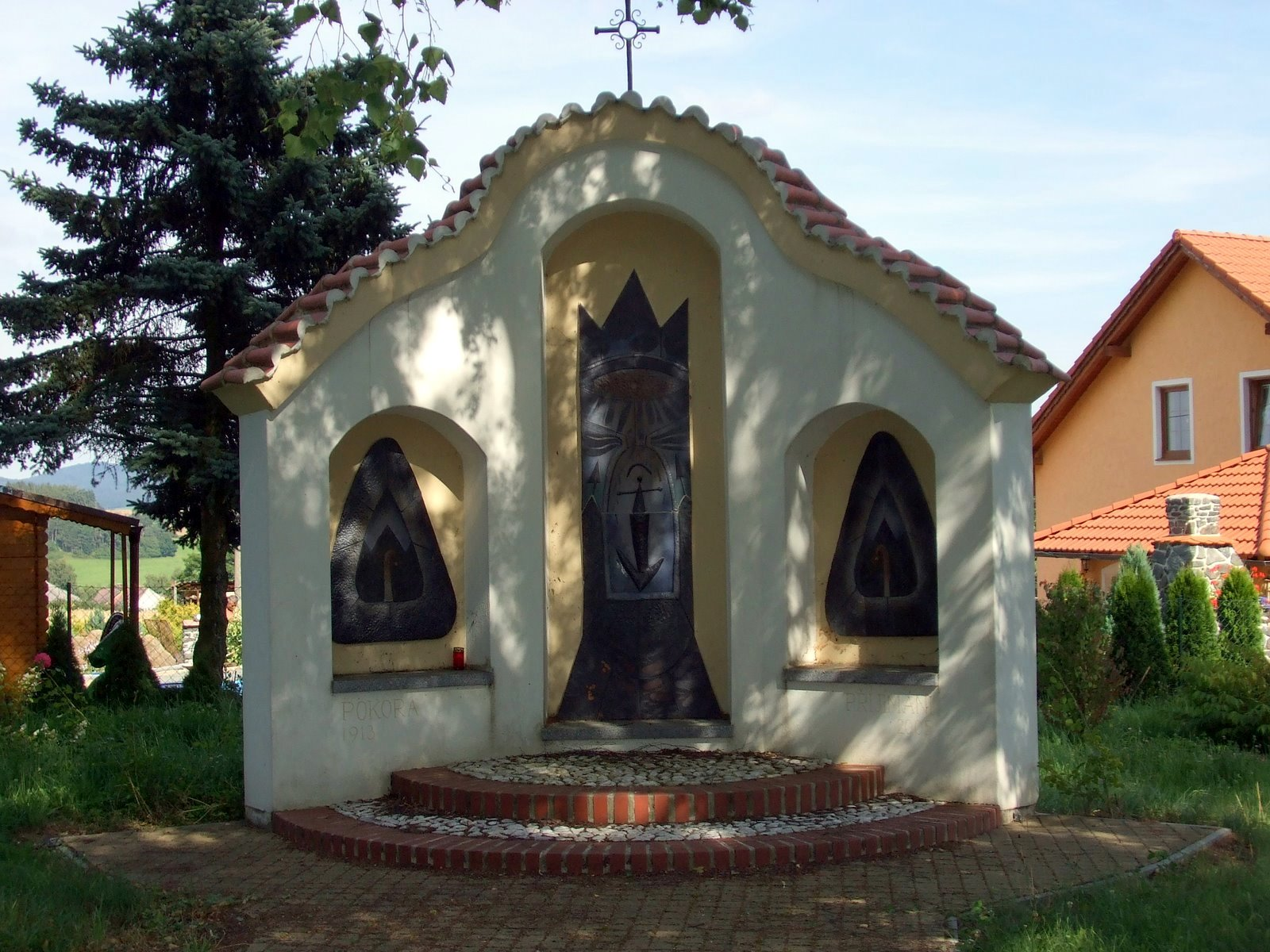
Kapelle am Friedhof

Mrákov (deutsch Mraken, früher Mrdaken) ist eine Gemeinde in Tschechien. Sie liegt fünf Kilometer südöstlich von Domažlice und gehört zum Okres Domažlice.

## Geographie
Mrákov befindet sich in der Cham-Further Senke (Všerubská vrchovina). Nördlich erhebt sich der Na Skále (468 m), im Süden der Přední vrchovo (557 m).
Nachbarorte sind Bezděkovské Předměstí und Smolov im Norden, Spáňov im Nordosten, Kout na Šumavě im Osten, Starý Klíčov im Südosten, Štítovky, Mlýneček und Maxov im Süden, Krásnice, Filipova Hora und Pelechy im Südwesten, Pasečnice und Tlumačov im Westen sowie Podveský Mlýn, Stráž und Nevolice im Nordwesten.

## Geschichte
Die erste urkundliche Erwähnung von Mrdaken erfolgte 1325 im Chodenprivileg Johanns von Luxemburg als eines der elf privilegierten Chodendörfer.
Seit dem 18. Jahrhundert ist eine Schule nachweisbar. 1785 erfolgte die Ausgliederung der Pfarrei Mrdaken aus dem Dekanat Taus. Im Jahre 1792 wurden in der Schule 200 Kinder aus Mrdaken, Klitschau und Tilmitschau unterrichtet. Der Bau der Kirche erfolgte in den Jahren 1811–1813.
Nach der Aufhebung der Patrimonialherrschaft bildete Mrdákov/Mrdaken ab 1850 eine Gemeinde im Gerichtsbezirk Taus. Ab 1868 gehörte die Gemeinde zum Bezirk Taus. Die Namensform Mrákov/Mraken ist seit 1890 gebräuchlich. 1961 wurde Smolov von Spáňov nach Mrákov umgemeindet. Am 24. November 1990 wurde Klíčov (mit den Ortsteilen Bělohrad, Mlýneček, Nový Klíčov, Starý Klíčov und Štítovky) eingemeindet.

## Gemeindegliederung
Die Gemeinde Mrákov besteht aus den Ortsteilen Mlýneček (Stallung), Mrákov (Mraken), Nový Klíčov (Neu Klitschau), Smolov (Smolow) und Starý Klíčov (Alt Klitschau). Grundsiedlungseinheiten sind Mlýneček, Mrákov, Nový Klíčov, Smolov, Starý Klíčov und Štítovky (Stitowsky). Zu Mrákov gehört außerdem die Einschicht Bělohrad (Weisberg).
Das Gemeindegebiet gliedert sich in die Katastralbezirke Klíčov u Mrákova (Klitschau), Mrákov und Smolov u Domažlic.

## Sehenswürdigkeiten
- Kirche des hl. Laurentius auf dem Dorfplatz, sie entstand zwischen 1811 und 1813 anstelle einer Kapelle
- Kapelle am Friedhof
- Kapelle in Starý Klíčov
- Kapelle in Smolov
- Steinbruchsee Lomeček bei Starý Klíčov
- Eisenbahnviadukt Smolovský most